# Київ Кепіталз (жіночий хокейний клуб)
ЖХК «Київ Кепіталз» — український жіночий хокейний клуб з Києва. Команда заснована у 2023 році та є жіночою секцією однойменного чоловічого хокейного клубу. Виступає у чемпіонаті України з хокею серед жінок.
Тренування та домашні ігри проводить на ковзанці ВДНГ та в Київському Палаці спорту.
Кольори клубу: ціановий, бразолійний та жаристий.

## Історія клубу
По закінченню чоловічого чемпіонату світу 2023 року в Дивізіоні ІВ стало відомо, що в чемпіонаті України з'явиться новий хокейний клуб. Він базуватиметься в Києві і називатиметься «Київ Кепіталз».
Новостворений клуб у свою структуру включив дитячу команду хокейної школи «Крижинка», а також молодіжну та жіночу команду.
Головним тренером жіночої команди став Євген Аліпов. У першому складі столичної команди окрім молодих хокеїсток виступали і досвідчені представниці жіночої національної збірної України — Юлія Добровольська, Елен Аліпова та Елізабет Аліпова.
Клуб дебютував у чемпіонаті України з хокею серед жінок у сезоні 2023—24 років та за підсумками сезону здобув срібні медалі чемпіонату. 
У сезоні 2024—25 років киянки здобули шість перемог у шести матчах, завдяки чому вперше в історії стали чемпіонками країни.

## Досягнення
Чемпіонат України:
 Чемпіон (1): 2025
 Віце-чемпіон: (1): 2024

## Склади команди
Основні скорочення:

А — асистент, К — капітан, Л — ліва, П — права, ЛК — лівий крайній, ПК — правий крайній, Ц — центровий,  — травмований.
Станом на 20 квітня 2024
| #  | Країна  | Гравець          | Захват | Дата народження |
| -- | ------- | ---------------- | ------ | --------------- |
| 73 | Україна | Ірина Зайченко   | Л      | 29 вересня 2000 |
| 97 | Україна | Мар'яна Гамарник | П      | 20 квітня 2010  |

| #  | Країна  | Гравець            | Кидок | Дата народження   |
| -- | ------- | ------------------ | ----- | ----------------- |
| 9  | Україна | Валерія Гарбуза    | Л     | 14 листопада 1996 |
| 25 | Україна | Світлана Капралова | Л     | 4 липня 2010      |
| 86 | Україна | Валерія Копилова   | Л     | 3 червня 2009     |
| 95 | Україна | Ангеліна Майфельд  | П     | 26 вересня 2003   |

| #  | Країна  | Гравець             | Кидок | Дата народження |
| -- | ------- | ------------------- | ----- | --------------- |
| 7  | Україна | Елізабет Аліпова    | Л     | 18 грудня 1997  |
| 14 | Україна | Олеся Ібрагімова    | Л     | 14 лютого 2012  |
| 16 | Україна | Катерина Андрущенко | Л     | 16 лютого 2000  |
| 17 | Україна | Валерія Овчіннікова | Л     | 9 квітня 2006   |
| 19 | Україна | Елен Аліпова (К)    | Л     | 18 грудня 1997  |
| 55 | Україна | Юлія Добровольська  | Л     | 30 березня 1998 |
| 75 | Україна | Анна Голіцина       | Л     | 25 жовтня 2009  |
| 77 | Україна | Меланія Федоренко   | П     | 23 грудня 2011  |
| 96 | Україна | Анна Горбач         | П     | 18 квітня 1996  |
| 99 | Україна | Надія Косіч         | Л     | 30 березня 2012 |